# Taça da Liga de 2024–25
A Taça da Liga de 2023–25 (conhecida por Allianz Cup de 2024–25 por motivos de patrocínio) foi a 18.ª edição da Taça da Liga. Participaram nesta edição da Taça da Liga apenas 8 clubes (6 primeiros da Primeira Liga de 2023–24 e 2 da Segunda Liga de 2023–24). O clube vencedor é, desde a época 2016–17, denominado como "Campeão de Inverno". O campeão desta edição foi o Benfica que derrotou o Sporting na final após o desempate por grandes penalidades.

## Formato
Como resposta ao alargamento de jogos das competições europeias, foi decidido reformular o formato da Taça da Liga de forma a ter menos jogos. Inicialmente foi avançada uma proposta com apenas contemplaria os primeiros quatro clubes da Liga, mas a proposta vencedora acabou por ser a que determina que participam os 6 clubes melhores classificados na Primeira Liga da época anterior e os dois clubes mais bem classificados da Segunda Liga, referente também à época anterior.
Todos os jogos são disputados em sistema eliminatório:
- Quartos de Final: 6 clubes da Primeira Liga e 2 clubes da Segunda Liga, com exceção das 2 equipas B, disputam uma eliminatória a uma só mão.

- Final Four: os vencedores de cada eliminatória apuram-se para a chamada "Final Four", que nesta edição teve lugar na cidade de Leiria. Os jogos das meias-finais e da final foram disputados no Estádio Municipal de Leiria entre 7 e 11 de janeiro de 2025, a uma só mão. Não houve jogo relativo ao 3º lugar.

Os jogos nos quartos de final foram agendados da seguinte forma:
- 1º classificado (Primeira Liga) vs. 2º classificado (Segunda liga)
- 2º classificado (Primeira Liga) vs. 1º classificado (Segunda Liga)
- 3º classificado (Primeira Liga) vs. 6º classificado (Primeira Liga)
- 4º classificado (Primeira Liga) vs. 5º classificado (Primeira Liga)

Desempates
Nas eliminatórias, após empate no tempo regulamentar segue-se o desempate por grandes penalidades, sem recurso prévio a prolongamento.

## Equipas
Participaram nesta competição as seguintes 8 equipas:
| \| - Sporting (1º) - Vitória de Guimarães (5º) \| - Benfica (2º) - Moreirense (6º) \| - Porto (3º) - Santa Clara (1º II) \| - Braga (4º) - Nacional (2º II) \| |                                  |                                    |                                 |
| - Sporting (1º) - Vitória de Guimarães (5º) | - Benfica (2º) - Moreirense (6º) | - Porto (3º) - Santa Clara (1º II) | - Braga (4º) - Nacional (2º II) |

nº - Posição no final da época anterior; II - Segunda Liga

## Quartos de Final
Nesta eliminatória as equipas com melhor classificação jogaram em casa. O Porto jogou em Aveiro devido a ter o Estádio do Dragão interditado devido a castigo.
| 29 Outubro 2024 | Sporting CP                               | 3–1       | Nacional     | Lisboa                                                                |  |
| 20:15           | - Hjulmand 53' - Gyökeres 65' (pen.), 70' | Relatório | - Macedo 66' | Estádio: Estádio de Alvalade Público: 32,622 Árbitro: Hélder Carvalho |  |

| 30 Outubro 2024 | Benfica                            | 3–0       | Santa Clara | Lisboa                                                           |  |
| 20:15           | - Di María 71' - Pavlidis 76', 80' | Relatório |             | Estádio: Estádio da Luz Público: 48,639 Árbitro: Hélder Malheiro |  |

| 31 Outubro 2024 | Braga                            | 2–1       | Vitória de Guimarães | Braga                                                                       |  |
| 18:45           | - Niakaté 22' - Bruma 75' (pen.) | Relatório | - Santos 10'         | Estádio: Estádio Municipal de Braga Público: 9,663 Árbitro: Fábio Veríssimo |  |

| 31 Outubro 2024 | Porto                             | 2–0       | Moreirense | Aveiro                                                                       |  |
| 20:45           | - Buta 34' (p.b.) - Eustáquio 61' | Relatório |            | Estádio: Estádio Municipal de Aveiro Público: 3,340 Árbitro: Gustavo Correia |  |

## Final Four
As meias-finais foram disputadas a 7 e 8 de Janeiro, enquanto que a final foi disputada no dia 11 de Janeiro de 2025. Todos os jogos foram disputados no Estádio Municipal de Leiria. 
|  | Meias-Finais | Meias-Finais | Meias-Finais |         |          | Final    | Final | Final |  |
|  |              |              |              |         |          |          |       |       |  |
|  | Sporting     | Sporting     | 1            |         |          |          |       |       |  |
|  | Sporting     | Sporting     | 1            |         |          |          |       |       |  |
|  | Porto        | Porto        | 0            |         |          |          |       |       |  |
|  | Porto        | Porto        | 0            |         | Sporting | Sporting | 1 (6) |       |  |
|  |              |              |              |         | Sporting | Sporting | 1 (6) |       |  |
|  |              |              | Benfica      | Benfica | 1 (7)    |          |       |       |  |
|  | Benfica      | Benfica      | Benfica      | Benfica | 1 (7)    | 3        |       |       |  |
|  | Benfica      | Benfica      |              |         |          |          |       |       |  |
|  | Braga        | Braga        | 0            |         |          |          |       |       |  |

### Meias-Finais
| 7 janeiro 2025 | Sporting CP  | 1–0    | Porto | Estádio Dr. Magalhães Pessoa, Leiria   |
| 19:45          | Gyökeres 56' | Report |       | Público: 20,007 Árbitro: António Nobre |

| 8 janeiro 2025 | Benfica                        | 3–0    | Braga | Estádio Dr. Magalhães Pessoa, Leiria     |
| 19:45          | Di María 27', 37' Carreras 28' | Report |       | Público: 19,917 Árbitro: Cláudio Pereira |

### Final
| 11 Janeiro 2025 | Sporting            | 1 – 1  | Benfica         | Estádio Municipal de Leiria            |
| 19:45           | Gyökeres 42' (pen.) | Report | 29' Schjelderup | Público: 20,736 Árbitro: João Pinheiro |

|                                                       |       | Penalidades                                                      |  |
| Gyökeres Hjulmand Harder Araújo Debast Quenda Trincão | 6 – 7 | Di María Amdouni Otamendi Aktürkoğlu Sanches Barreiro Florentino |  |